# Ляшки (Україна)
Ля́шки — село в Україні, у Лебединській міській громаді Сумського району Сумської області. Населення становить 49 осіб. До 2020 орган місцевого самоврядування — Калюжненська сільська рада.

## Географія
Село Ляшки знаходиться за 3,5 км від річок Вільшанка і Ташань. На відстані до 0,5 км розташовані села Корчани, Тригуби і Вершина. По селу протікає пересихаючий струмок з загатою.

## Історія
12 червня 2020 року, відповідно до Розпорядження Кабінету Міністрів України № 723-р «Про визначення адміністративних центрів та затвердження територій територіальних громад Сумської області», увійшло до складу Лебединської міської територіальної громади.
19 липня 2020 року, після ліквідації Лебединського району, село увійшло до Сумського району.